# ウィル・クロウ
ウィリアム・チャンドラー・クロウ（William Chandler Crowe, 1994年9月9日 - ）は、アメリカ合衆国テネシー州キングストン出身のプロ野球選手（投手）。右投右打。

## 経歴

### プロ入り前
2013年のMLBドラフト31巡目（全体921位）でクリーブランド・インディアンスから指名されたが、契約せずにサウスカロライナ大学へ進学した。
2015年4月にはトミー・ジョン手術を受けている。
2016年はMLBドラフト21巡目（全体632位）で再びインディアンスから指名されたが、この時も契約しなかった。

### プロ入りとナショナルズ時代
2017年のMLBドラフト2巡目（全体65位）でワシントン・ナショナルズから指名され、プロ入り。契約後、傘下のルーキー級ガルフ・コーストリーグ・ナショナルズでプロデビュー。A-級オーバーン・ダブルデイズでもプレーし、2球団合計で9試合に先発登板して防御率2.96、17奪三振を記録した。
2018年はA-級オーバーン、A+級ポトマック・ナショナルズ、AA級ハリスバーグ・セネターズでプレーし、3球団合計で22試合（先発21試合）に登板して11勝5敗、防御率3.40、94奪三振を記録した。
2019年はAA級ハリスバーグとAAA級フレズノ・グリズリーズでプレーし、2球団合計で26試合に先発登板して7勝10敗、防御率4.70、130奪三振を記録した。
2020年8月22日にメジャー契約を結んでアクティブ・ロースター入りした。メジャーデビューとなった同日のマイアミ・マーリンズ戦では先発して3.2回で4失点を喫し、敗戦投手となった。この年はメジャーで3試合に先発登板して0勝2敗、防御率11.88、8奪三振を記録した。

### パイレーツ時代
2020年12月24日にジョシュ・ベルとのトレードで、エディ・イェーンと共にピッツバーグ・パイレーツへ移籍した。
2021年は先発ローテーション入りを果たし、26試合（先発25試合）に登板。メジャー初勝利を含む4勝（8敗）、防御率5.48を記録した。
2022年はリリーフに転向。終盤に息切れしたものの堅実な投球を見せ、60試合に登板して6勝10敗4セーブ16ホールド、防御率4.38という成績を残した。
2023年は開幕からリリーフとして5試合に登板したが、4月28日に右肩の違和感で負傷者リスト入り。7月2日にマイナーで復帰を果たしたが、7月19日にDFAとなり、7月25日にマイナー契約を結び直してチームに残留した。その後はシーズン終了までメジャーに復帰することはなく、オフの11月16日に自由契約となった。

### 起亜時代
2024年1月7日、韓国プロ野球の起亜タイガースと契約した。
しかし、5月8日、ブルペンでのピッチング中に右肘の痛みを訴えその後登板せず、8月5日、ウェーバー公示され、8月12日、自由契約選手となった。

## 投球スタイル
最速96.6mph（約155.5km/h）の速球にスライダーやチェンジアップを交える。

## 詳細情報

### 年度別投手成績
| 年 度    | 球 団    | 登 板 | 先 発 | 完 投 | 完 封 | 無 四 球 | 勝 利 | 敗 戦 | セ 丨 ブ | ホ 丨 ル ド | 勝 率 | 打 者 | 投 球 回 | 被 安 打 | 被 本 塁 打 | 与 四 球 | 敬 遠 | 与 死 球 | 奪 三 振 | 暴 投 | ボ 丨 ク | 失 点 | 自 責 点 | 防 御 率 | W H I P |
| -------- | -------- | ----- | ----- | ----- | ----- | -------- | ----- | ----- | -------- | ----------- | ----- | ----- | -------- | -------- | ----------- | -------- | ----- | -------- | -------- | ----- | -------- | ----- | -------- | -------- | ------- |
| 2020     | WSH      | 3     | 3     | 0     | 0     | 0        | 0     | 2     | 0        | 0           | .000  | 46    | 8.1      | 14       | 5           | 8        | 0     | 1        | 8        | 0     | 0        | 13    | 11       | 11.88    | 2.64    |
| 2021     | PIT      | 26    | 25    | 0     | 0     | 0        | 4     | 8     | 0        | 0           | .333  | 524   | 116.2    | 126      | 25          | 57       | 1     | 6        | 111      | 3     | 1        | 75    | 71       | 5.48     | 1.57    |
| 2022     | PIT      | 60    | 1     | 0     | 0     | 0        | 6     | 10    | 4        | 16          | .375  | 332   | 76.0     | 68       | 8           | 38       | 0     | 3        | 68       | 3     | 0        | 40    | 37       | 4.38     | 1.40    |
| 2023     | PIT      | 5     | 0     | 0     | 0     | 0        | 0     | 1     | 1        | 0           | .000  | 57    | 9.2      | 9        | 1           | 9        | 1     | 1        | 9        | 2     | 0        | 6     | 5        | 4.66     | 1.86    |
| MLB：4年 | MLB：4年 | 74    | 29    | 0     | 0     | 0        | 10    | 21    | 5        | 16          | .323  | 949   | 210.2    | 217      | 39          | 112      | 2     | 11       | 196      | 8     | 1        | 134   | 124      | 5.30     | 1.56    |

- 2023年度シーズン終了時

### 年度別守備成績
| 年 度 | 球 団 | 投手（P） | 投手（P） | 投手（P） | 投手（P） | 投手（P） | 投手（P） |
| 年 度 | 球 団 | 試 合     | 刺 殺     | 補 殺     | 失 策     | 併 殺     | 守 備 率  |
| ----- | ----- | --------- | --------- | --------- | --------- | --------- | --------- |
| 2020  | WSH   | 3         | 1         | 0         | 0         | 0         | 1.000     |
| 2021  | PIT   | 26        | 5         | 10        | 0         | 1         | 1.000     |
| 2022  | PIT   | 60        | 5         | 6         | 2         | 1         | .846      |
| 2023  | PIT   | 5         | 0         | 3         | 0         | 0         | 1.000     |
| MLB   | MLB   | 94        | 11        | 19        | 2         | 2         | .938      |

- 2023年度シーズン終了時

### 背番号
- 57（2020年）
- 29（2021年 - 2023年）
- 12（2024年）